# 山雷

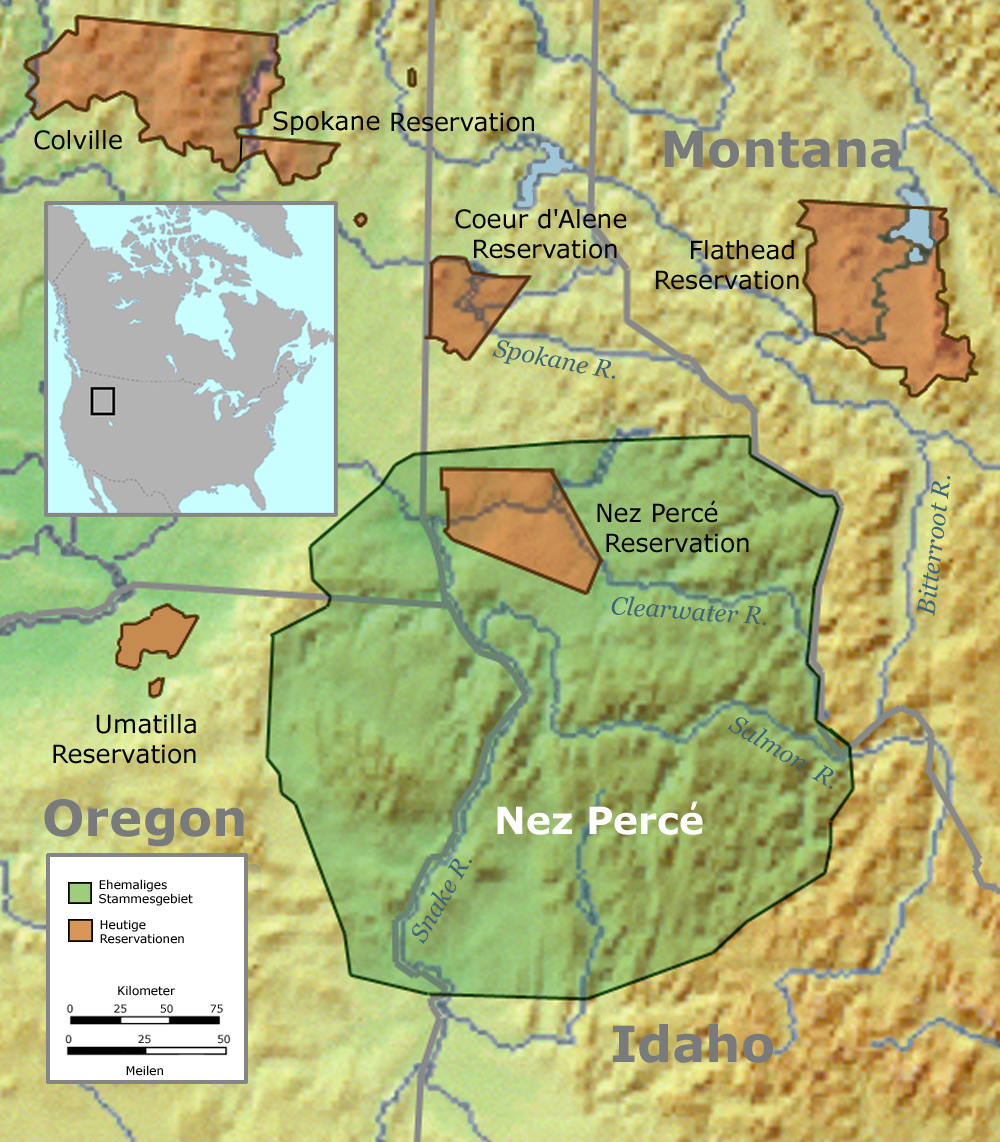
1855年（绿）的内兹珀斯保留区及1863年（棕）的缩小了的保留区。
(Ya)kima R. “雅基马河”
Blackfeet Reservation “黑脚保留区”
Clearwater R. “克利尔沃特河”
Coeur d'Alene Reservation “科达伦人保留区”
Columbia R. “哥伦比亚河”
Colville Reservation “科尔维尔保留区部落联盟保留区”
Duck Valley Reservation (Shoshone+Paiute) “鸭谷保留区（休休尼族+派尤特族）”
Ehemaliges Stammesgebiet “前部落领地”
Flathead Reservation “平头族赛利希-库特内部落联盟保留区”
Heutige Reservationen “现今保留区”
Humboldt R. “洪堡河”
IDAHO “爱达荷州”
KANADA “加拿大”
Kilometer “公里”
Meilen “英里”
MONTANA “蒙大拿州”
NEVADA “内华达州”
Nez Percé Reservation “内兹珀斯保留区”
Nez Percé “内兹珀斯族”
Okanogan R. “奥卡诺根河”
OREGON “俄勒冈州”
Owyhee R. “奥怀希河”
Salmon R. “萨蒙河”
Snake R. “斯内克河”
Spokane R. “斯波坎河”
Spokane Reservation “斯波坎人保留区”
St. Joe R. “圣乔河”
Umatilla Reservation “尤马蒂拉印第安人保留区部落联盟保留区”
UTAH “犹他州”
WASHINGTON “华盛顿州”

山雷（‘Hin-mah-too-yah-lat-kekt’，美国拼字法为‘Hinmatóowyalahtq'it’；洗禮名為约瑟夫；1840年3月3日－1904年9月21日）是内兹珀斯人瓦洛厄群体（英語：Wallowa Band，内兹珀斯语：‘Wal-lam-wat-kain’）的首领。他继任于他的父亲“老约瑟夫”。内兹珀斯人是一个美洲原住民部落，原本生活在美国太平洋西北地区的内陆地带的俄勒冈东北部的瓦洛厄谷。
在山雷那个时代，他和他的群体被美國政府強行遷出他们在瓦洛厄谷的祖传土地并被迫向东北方迁移，前往位于爱达荷领地的拉普怀的大幅缩小了的保留区。在他们当时的历史中的这一最为混乱的时期，他领导了他的群体。有一系列的大事件都以暴力事件告终，这导致了包括山雷的群体以及结盟的帕卢斯部落的群体在内的那些抵抗迁移行动的内兹珀斯人们出逃，以企图最终在加拿大的苏族酋长坐牛的帮助下，实现政治避难。
在奥利弗·O·霍华德将军领导的一场军事行动中，山雷他们被美军追踪。内兹珀斯人在1877年的这一场1900公里（1170英里）的且战且退的壮举后来被叫作内兹珀斯战争。内兹珀斯人的战斗技能，以及他们面对着不可思议的逆境而指挥着他们自己的方式，使他们在其军事对手和美国公众中获得了广泛的钦佩。
美国报纸对战争的新闻报道导致了对山雷和内兹珀斯人的广泛的认可。由于他对迁移行为的刚正的抵抗，他成为了一名著名的人道主义者和调停人。不过，罗伯特·麦科伊和托马斯·加斯里等现代的学家们却认为，这些新闻报道，以及山雷的演讲和著作，歪曲了山雷的意图的本质，并将一个“神话般的”山雷酋长造就为了一个“红色拿破仑”，来增添对昭昭天命的英美式叙述的趣味性。

## 背景
山雷出生在东俄勒冈北部的瓦洛厄谷。他本名Hinmuuttu-yalatlat（也可写为Hinmaton-Yalaktit或Hin-mah-too-yah-lat-kekt，内兹珀斯语：“从山上打下来的雷”；或Hinmatóowyalahtq'it，“传播在更高区域中的雷”）。因为他的父亲“放箭”被以基督徒名字“约瑟夫”受洗，所以他在年轻时又被叫作了小约瑟夫，而他的父亲之后则又被叫作了老约瑟夫。
虽然“放箭”最初对这个地区的新来者持好客态度，但是当拓荒者们想要得到更多的印第安人土地之时，他渐渐变得警惕。随着拓荒者们占用传统的印第安人土地来耕田放牧，他们间的关系也越来越紧张。
华盛顿领地总督艾萨克·斯蒂芬斯在1855年组织了一个协调会来为原住民和拓荒者们标出各个区域。“放箭”和其他的内兹珀斯酋长们与美国签订了条约，在今天的爱达荷、华盛顿及俄勒冈建立了一块31000平方公里（770万英亩）的内兹珀斯人保留区。1855年的这块保留区保留了众多传统的内兹珀斯人领地，其中包括山雷的瓦洛厄谷。
一场淘金热造成了新的拓荒者的涌入，这导致了政府在1863年召开了第二次协调会。政府的特派员们叫内兹珀斯人接受一块新的、小得多的3200平方公里（78万英亩）的保留区。它位于爱达荷的拉普怀村附近，并且不包含瓦洛厄谷。作为交换，他们被允诺财政奖励以及在保留区建立数所学校和一家医院。”律师“酋长（Chief Lawyer）和他的一位盟友酋长代表内兹珀斯族签署了这份条约，但是”放箭“和别的一些酋长反对卖掉他们的土地，并且他们没有签字。
他们的拒绝签字导致了内兹珀斯族的“非条约”群体与“条约”群体的分裂。“条约”内兹珀斯人迁移到了新保留区的边界内，而“非条约”内兹珀斯人继续占领他们的土地。“放箭”用一系列杆子划出了瓦洛厄的土地，并宣告：“我们所有人都生于这个边界内。它圈住了我们父亲的墓穴，并且我们永远不会将这些墓穴舍弃给任何人。”

## 内兹珀斯的首领
山雷在1871年继承其父亲为瓦洛厄群体的首领。后者在死前忠告他的儿子：
我的儿子，我的身体正在回归我的故土，而我的灵魂正在很快地去见大灵酋长（Great Spirit Chief）。在我走后，要为你的故乡着想。你是这些人的酋长。他们指望着你来指导他们。要一直记得你的父亲从没有卖掉过他们的故乡。无论何时你被要求签订一份卖掉你的家园的条约，你都必须堵住你的耳朵。再过几年你周围就会到处都是白人。他们的眼睛盯着这片土地。我的儿子，绝不要忘记我的遗嘱。这片故土承载着你父亲的身体。绝不要卖掉你父亲和你母亲的尸骨。
山雷注释说：“我紧握我父亲的手并答应按他说的做。一个不保护自己父亲的墓穴的人还不如一头野兽。”

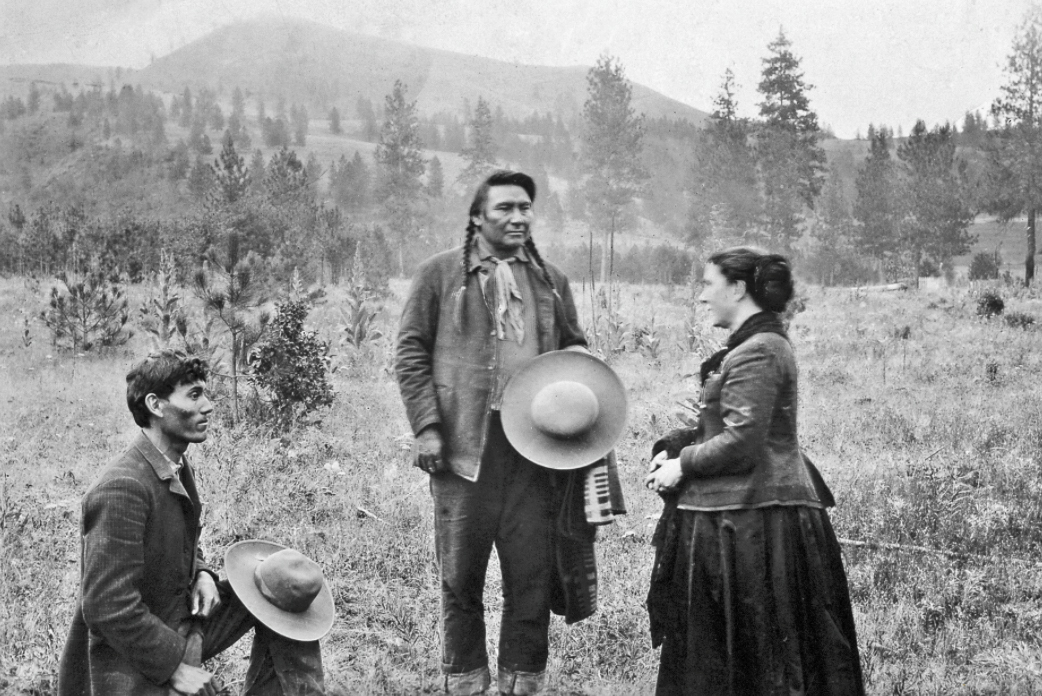
1889年的一张照片：山雷对人种学者艾丽丝·坎宁安·弗莱彻及其翻译詹姆斯·斯图亚特说话。

“非条约”内兹珀斯人在拓荒者和勘探者手中承受了许多非正义行为。但是由于害怕在军事上占优势的美国人的报复，山雷从不允许任何针对他们的暴力行为。他反而对他们做出了许多让步，以求保证和平。
在1873年，山雷与联邦政府谈判以保证他的人们能够待在他们在瓦洛厄谷的土地上。但是在1877年，政府彻底改变了其政策，并且奥利弗·霍华德将军威胁说要如果瓦洛厄群体不跟其他内兹珀斯人一样迁到爱达荷保留区去，他就会发动攻击。山雷勉强同意了。
在战斗爆发之前，霍华德将军在拉普怀堡主持了一场协调会以试图说服山雷及其人民重新安置。山雷对将军发表了一篇演说。这篇演说聚焦于人类的平等，表达了山雷对“大灵酋长给了一类人权利来告诉另一类人他们必须做什么”的怀疑。霍华德反应愤怒，将这份陈述视为对他的权威的挑战。当“羚羊首领”表示了抗议后，他被监禁了五天。
就在协调会之后的一天，山雷、“白鸟首领”及“玻璃镜首领”都陪伴着霍华德观看不同的地区。霍华德给他们提供了一小块居住着白人和美洲原住民的土地，并答应会将他们清理出去。由于坚守不拿走不属于自己之物的部落传统，山雷和他的酋长们都拒绝了。
由于在保留区找不到任何一块合适的无人居住的土地，霍华德告知山雷说他的人民有三十天来集合牲畜并迁移到保留区。山雷恳求得到更多时间，但是霍华德告诉他，如果三十天后他们还留在瓦洛厄谷的话，他就会将此视为战争行动的标志。
回到家园后，山雷在他的人民中召开了一场会议。在会议上，受辱于监禁的“羚羊”首领则主张开战，而山雷却为和平而发言，表示宁愿放弃他父亲的墓穴也不希望出现战争。瓦洛厄群体开始了为长途跋涉做准备，结果他们在岩石峡谷（Rocky Canyon）偶然遇见了其他的群体。在这一次的会议上，许多首领也极力主张开战，而山雷却支持和平。当会议还在进行时，又有一名父亲被杀害了的年轻人策马而来，声称他和一些其他年轻人已经杀死了四个白人拓荒者。山雷仍然希望避免进一步的流血。他和其他的“非条约”内兹珀斯首领们开始了将人民迁移出爱达荷的行动。

## 内兹珀斯战争

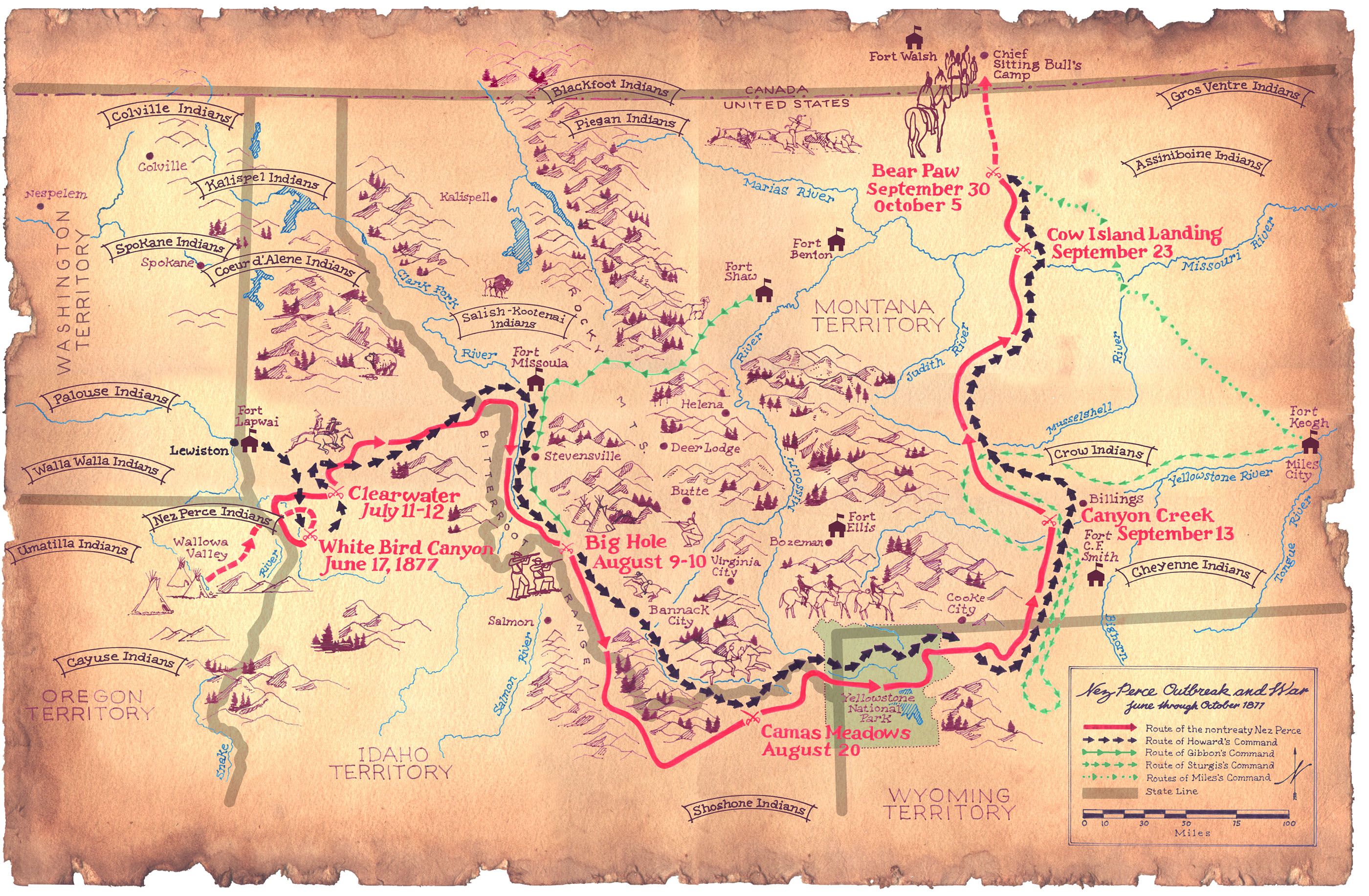
内兹珀斯人溃逃及关键战役场所地图。
Assiniboine Indians “阿希尼伯恩印第安人”
Bannack City “班纳克城”
Bear Paw - September 30 - October 5 “熊爪战役 - 9月30日-10月5日”
Big Hole - August 9-10 “大洞战役 - 8月9-10日”
Bighorn “大角羊河”
Billings “比灵斯”
BITTERROOT RANGE “比特鲁特岭”
Blackfoot Indians “黑脚印第安人”
Bozeman “博兹曼”
Butte “比尤特”
Camas Meadows - August 20 “卡默斯牧草地战役 - 8月20日”
CANADA “加拿大”
Canyon Creek - September 13 “峡谷溪战役 - 9月13日”
Cayuse Indians “卡尤塞人”
Cheyenne Indians “夏延印第安人”
Chief Sitting Bull's Camp “坐牛酋长营地”
Clark Fork River 克拉克岔流河
Clearwater - July 11-12 “克利尔沃特战役” - 7月11-12日
Coeur d'Alene Indians “科达伦人”
Colville “科尔维尔”
Colville Indians “科尔维尔部落”
Cooke City “克库克城-银门 (蒙大拿州)”
Cow Island Landing - September 23 “考岛登陆战役 - 9月23日”
Crow Indians “克罗印第安人”
Deer Lodge “迪尔洛奇”
Fort Benton “本顿堡”
Fort C. F. Smith “查（尔斯）·弗（格森）·史密斯堡”
Fort Ellis “埃利斯堡”
Fort Keogh “基欧堡”
Fort Lapwai “拉普怀堡”
Fort Missoula “米苏拉堡”
Fort Shaw “肖堡”
Fort Walsh “沃尔什堡”
Gros Ventre Indians “哈尼宁人”
Helena “海伦娜”
IDAHO TERRITORY “爱达荷领地”
Judith River “朱迪斯河”
Kalispel Indians “卡利斯佩人”
Kalispell “卡利斯佩尔”
Lewiston “刘易斯顿”
Marias River “玛丽亚斯河”
Miles City “迈尔斯城”
Miles “英里”
Missouri River “密苏里河”
MONTANA TERRITORY “蒙大拿领地”
Musselshell River “马瑟尔谢尔河”
Nespelem “内斯皮勒姆 (华盛顿州)”
Nez Perce Indians “内兹珀斯印第安人”
Nez Perce Outbreak and War - June through October 1877 “内兹珀斯人暴动与战争 - 从1877年6月到10月”
OREGON TERRITORY “俄勒冈领地”
Palouse Indians “帕卢斯人”
Piegan Indians “皮卡尼黑脚人”
ROCKY MTS. “落基山脉”
Routes of Gibbon's Command “约翰·吉本部路线”
Routes of Howard's Command “霍华德部路线”
Routes of Miles's Command “纳尔逊·阿普尔顿·迈尔斯部路线”
Routes of Sturgis's Command “塞缪尔·戴维斯·斯特吉斯部路线”
Routes of the nontreaty Nez Perce “非条约”内兹珀斯人路线
Salish-Kootenai Indians “平头族赛利希-库特内部落联盟”
Salmon “萨蒙 (爱达荷州)”
Salmon River 萨蒙河
Shoshone Indians “休休尼族”
Snake River “斯内克河”
Spokane 斯波坎
Spokane Indians 斯波坎人
State Line 州界线
Stevensville 斯蒂芬斯维尔
Tongue River “汤河”
Umatilla Indians “尤马蒂拉人”
UNITED STATES “美国”
Virginia City “弗吉尼亚城”
Walla Walla Indians “沃拉沃拉人”
Wallowa Valley “瓦洛厄谷”
WASHINGTON TERRITORY “华盛顿领地”
White Bird Canyon - June 17, 1877 “白鸟峡谷战役” - 1877年6月17日
WYOMING TERRITORY “怀俄明领地”
Yellowstone National Park “黄石国家公园”
Yellowstone River “黄石河”

内兹珀斯战争指的是美军对逃往自由的800多名内兹珀斯人及结盟的帕卢斯部落群体的追踪。他们最初希望在蒙大拿领地的克罗族}那里避难，但是克罗人却拒绝向他们伸出援手，于是这些内兹珀斯人向北而逃，企图在苏族的坐牛酋长及其追随者们那里得到庇护。坐牛等人在1876年就已逃到了加拿大。
三个多月来，内兹珀斯人巧奔妙逃，且战且退，行进了1880公里（1170英里），
穿越了俄勒冈、华盛顿、爱达荷、怀俄明及蒙大拿。
内兹珀斯人巧妙运用前军和后军护卫、小规模战列，以及战地防御工事的战斗技能，给率领追击的骑兵的霍华德将军留下了深刻印象。最终，在没有食物也没有毛毯的结冰时期，在一场长达五天的毁灭性的战役之后，在重要的战争领袖死亡之后，山雷于1877年10月5日在蒙大拿领地的熊爪山的一个靠近今天的布莱恩县奇努克的地方，正式向纳尔逊·阿普尔顿·迈尔斯将军投降，而他们再往北行进不到60公里（40英里）便到加拿大了。
以下一段文字被认为是山雷在正式投降时所说，它们也使得这场战役被铭记在流行的历史中：
告诉霍华德将军我知道他的心。他以前告诉我的，我记在我心里。我厌倦了战斗。我们的酋长们被杀死了；玻璃镜死了，羚羊死了。老人们都死了。说“是”与“不是”的是年轻人们。曾经统领这些年轻人的人死了。天很冷，并且我们没有毛毯；小孩子们正在被冻死。我的人民，他们中的一些，已经逃到了山丘里，并且没有毛毯，没有食物。没有人知道他们在那里──也许正在被冻死。我希望有时间去寻找我的孩子们，并看看他们中有多少我能找到。也许我会在死者中找到他们。听我说，我的酋长们！我累了；我的心悲痛无力。从太阳现在所在之处起，我将永远不再战斗了。
不过，后来成为了诗人和律师的查尔斯·厄斯金·司各特·伍德中尉宣称他曾当场记录下了这位伟大酋长的言词，而当该报告的原始的铅笔稿被陈列出来，来显示他的书法之时，这个流行的传说却缩水了。在页边空白处，只有着如下文字：“这里插入约瑟夫对投降要求的答复”。
尽管严格来说，山雷不算是一名战争领袖并且可能并没有指挥撤退行动，但是许多曾指挥过撤退行动的酋长们都已死了。他的演说为他引来了关注──并且还因此得到了颂扬。他得到了威廉·蒂卡姆西·谢尔曼将军的称赞并因“红色拿破仑”的新闻评论而变得有名。

## 战后

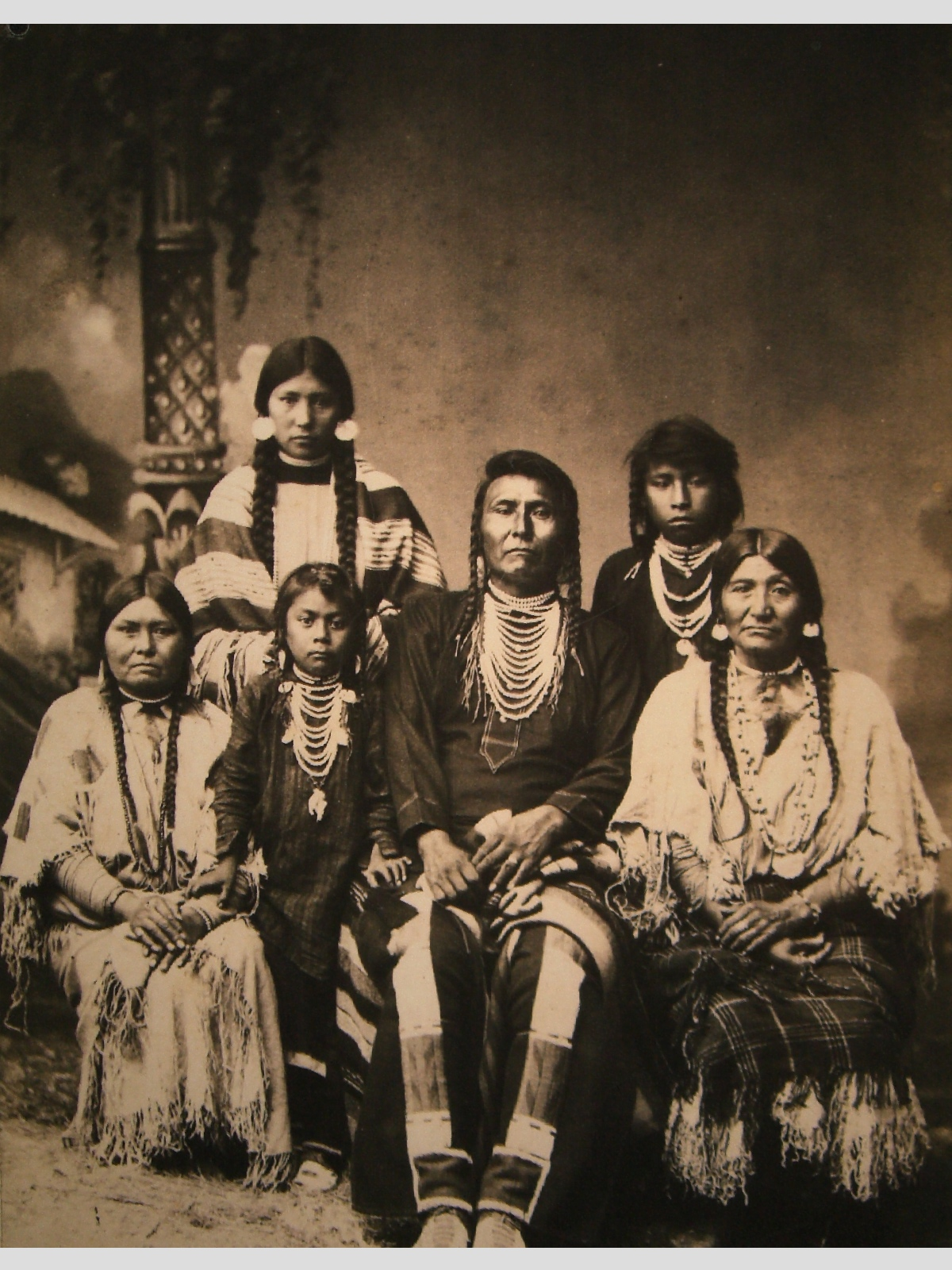
山雷酋长与家人，1880年左右。

山雷的名声没给他带来什么益处。在他投降之时，他的150名追随者已被杀死。不过，他们的苦境却并没有结束。尽管他已经为他的人民谈成了一场安全的回家行动，但是谢尔曼将军却强迫他和四百名追随者被带上没有暖气的机动轨道车，将他们送往堪萨斯东部的莱文沃思堡，在一个战俘营地将他们监禁了八个月。次年夏季将结束之时，幸存的内兹珀斯人们通过铁轨被带到了印第安领地（现在的俄克拉何马）的一个保留区待了七年。他们中许多人在那里死于了流行病。
在1879年，山雷酋长去华盛顿哥伦比亚特区会见了拉瑟福德·伯查德·海斯总统并为他的人民的案情作辩护。尽管山雷作为一名发言人而受到了尊敬，但是爱达荷的反对派却阻止了美国政府同意他的返回太平洋西北地区的请愿。最终，在1885年，山雷酋长及其追随者们被允许返回太平洋西北地区，定居在爱达荷库斯基亚附近的保留区。然而，只有一部分人留在了爱达荷，而山雷和其他一部分人则被带到了远离他们的瓦洛厄谷故乡的科尔维尔印第安人保留区。
山雷在科尔维尔保留区继续领导他的瓦洛厄群体，并有时与其他11个生活在保留区的部落的首领们发生冲突。辛基乌斯-哥伦比亚人的太阳酋长特别愤慨于不得不割让他的人民的一部分土地给“与大父亲开仗的”山雷的人民。
在其最后岁月中，山雷强力地发言反对美国对他的人民的政策的不公平性，并希望美国承诺的自由与平等有朝一日在美国原住民身上也可以实现。在1897年，他再次造访了华盛顿，来为他的案情作辩护。他在纽约市和“野牛比尔”·科迪一起参加了一场向前总统尤利西斯·格兰特致敬的游行，但是他的头饰比起他的任务，更使他成为了一个话题。
在1903年，山雷酋长造访了新兴城镇西雅图。他作为华盛顿大学的历史教授埃德蒙·米尼的客人而下榻了林肯饭店。就是在那里，他还与摄影师爱德华·柯蒂斯成为了朋友。柯蒂斯为他拍摄的一张照片成为了他特别难忘与著名的照片之一。他还在那一年在华盛顿拜访了西奥多·罗斯福总统。他去每一个地方，都是为了恳请让他剩余的人民能返回他们在瓦洛厄谷的家园。但是这一直未能实现。作为西部道义观的一个不屈不挠的声音的他，死于1904年9月。根据其医生所说，他死于“心碎”。当时他仍然流亡着，不得归家。米尼与柯蒂斯帮助他的家人在内斯皮勒姆村附近埋葬了他们的酋长。
海伦·亨特·杰克逊在她1902年的《加利福尼亚与传教团一瞥》中记录了一个早期俄勒冈拓荒者与山雷相遇的故事：
为啥俺迷了一次路，并且俺在不了解的情况下就径直来到了[山雷酋长的]营地……当时是夜晚，俺有点儿小心翼翼，缓缓而行，而俺在那里了解到的第一件事情是，俺每一边都有一个印第安仔，并且他们直接把俺带到了阿约[约瑟夫]的营帐，想知道他们应该对俺咋样……
哎；结果他们给了俺所有的俺吃得下的，并且一个向导来给俺指了路，而第二天，俺无法让阿约或者他们中的任何人拿走一分钱。俺有一种红纱线的长围巾，俺戴在俺脖子上；那俺至少要让阿约收下这个，就当作一种纪念物。
内兹珀斯印第安人的山雷酋长群体中的还生活在科尔维尔保留区的人们取了他的名字来表示对他们的大名鼎鼎的首领的尊敬。山雷被埋在华盛顿内斯皮勒姆，他的部落成员也有许多人仍生活在那里。

## 口述历史
在大龙德（Grande Ronde）地区的口述历史中提到了一份手写的文件，它讲述了1872年，俄勒冈开拓者亨利·扬和两个朋友在瓦洛厄湖以东的牧场溪（Prairie Creek）一带寻找大块土地时的一段经历。亨利·扬的队伍被山雷酋长率领的40-50个内兹珀斯人包围。酋长告诉亨利·扬说白人在牧场溪附近是不受欢迎的，之后亨利·扬的队伍被非暴力地强行驱走了。

## 关于山雷酋长的电影与书籍

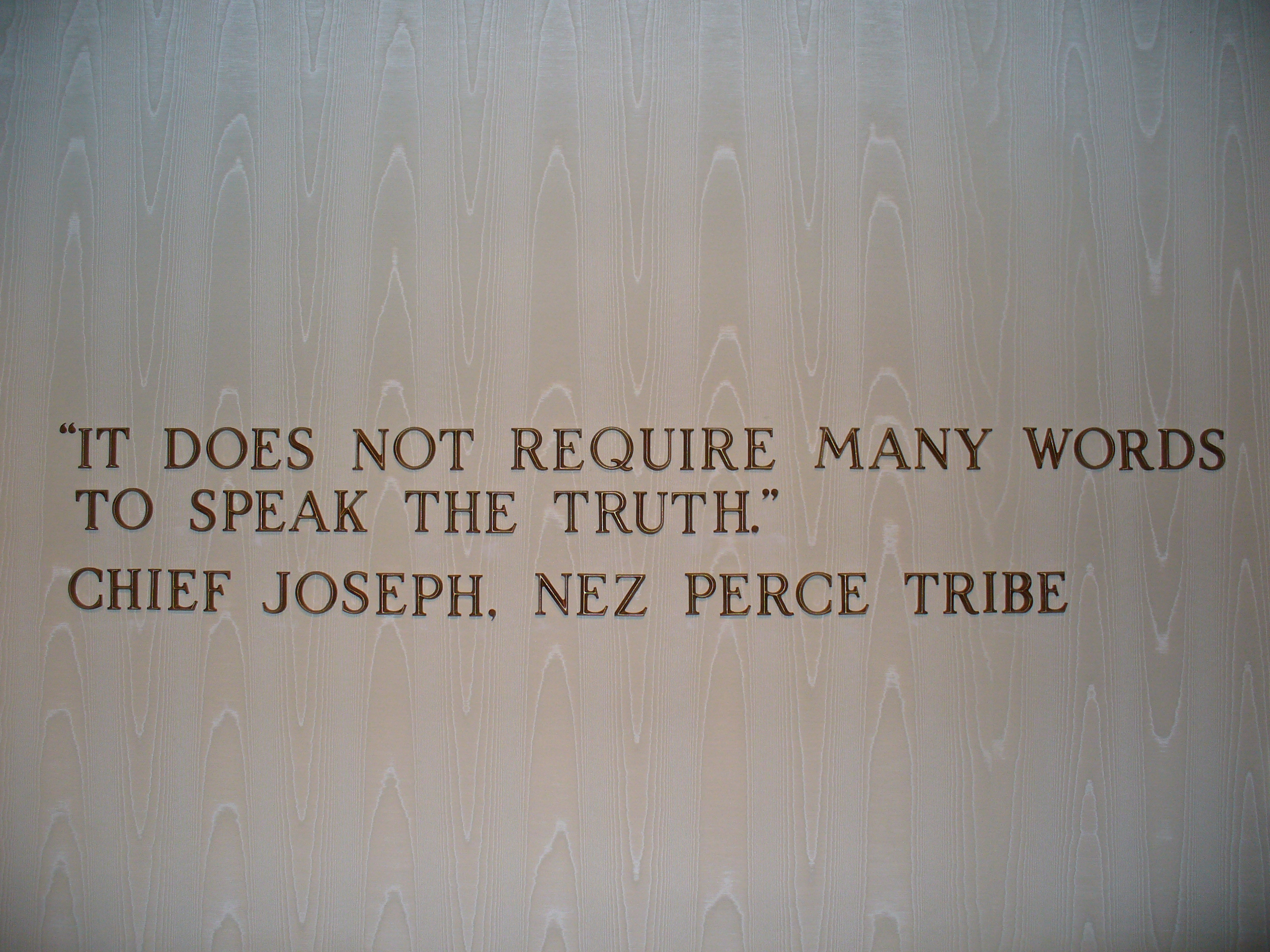
沃尔特·迪斯尼世界中艾波卡特公园里的世界展览馆内美国冒险 (艾波卡特)馆的墙上引用了一句山雷的话：“说出真相并不需要许多言词。”──约瑟夫酋长，内兹珀斯部落

许多诗歌、书籍、电视连续剧和影片都描写过山雷酋长。
山雷酋长的传说被描述于罗伯特·佩恩·沃伦1982年的诗歌《内兹珀斯的约瑟夫酋长》中。在纽伯里奖得主司各特·奥台尔与伊丽莎白·霍尔的虚构儿童小说《雷鸣山中（Thunder Rolling in the Mountains）》里，山雷酋长的故事是由他的女儿”奔脚之声“（‘Sound of Running Feet’）讲述的。
在1958年的美国广播公司和德西露制片公司合作的西部电视剧《怀亚特·厄普的人生传奇》的《加特林枪（The Gatling Gun）》一集中，由电视剧明星休·奥布赖恩扮演的美国警察局副局长怀亚特·厄普及其向导卡兹恩先生（里科·阿拉尼兹饰）遵从谢尔曼将军的命令，去夺回被内兹珀斯人夺走的一挺加特林枪。理查德·加兰（Richard Garland）扮演了具有同情心山雷酋长一角。他扮演的山雷为印第安人与一群巧取豪夺土地的白人民兵间的战争状态悲叹。厄普副局长与山雷酋长的会谈暗示了对印第安人的正义能够在未来持续半个世纪。厄普宣称他的基督徒信仰是，所有人都会得到公平的对待，并且如果这辈子不合适的话，那么今后也会实现的。这一集的背景是在爱达荷，离厄普的根基堪萨斯道奇城很远。
比较著名的电影有《我永远也不会再战斗了》，这是一部1975年的历史片，主演是内德·罗梅罗。
从1969年到1970年，已故演员乔治·米切尔在百老汇剧院的戏剧《印第安人》中扮演了山雷酋长。罗伯特·奥尔特曼的电影《西塞英雄谱》灵感即来源于此。

## 身后影响
许多建筑物，包括学校、水坝及道路，都被冠以约瑟夫之名。一些地理特征也是如此。这些中最著名的有怀俄明的约瑟夫酋长景观间道（怀俄明296号公路），以及华盛顿哥伦比亚河的约瑟夫酋长水坝。约瑟夫酋长水坝是美国第二大的水力发电设施，也是在美国西北部唯一以美国印第安人命名的水坝。
俄勒冈的约瑟夫城也是以这位酋长命名的，此外还有位于俄勒冈与华盛顿交界处的约瑟夫峡谷和约瑟夫溪，以及位于蒙大拿的约瑟夫通道。曾经发行的200美元的第一套储蓄债券上也描画了山雷酋长。
在2012年7月，山雷酋长在19世纪70年代的战衣以877500美元的金额被卖给了私人收藏。

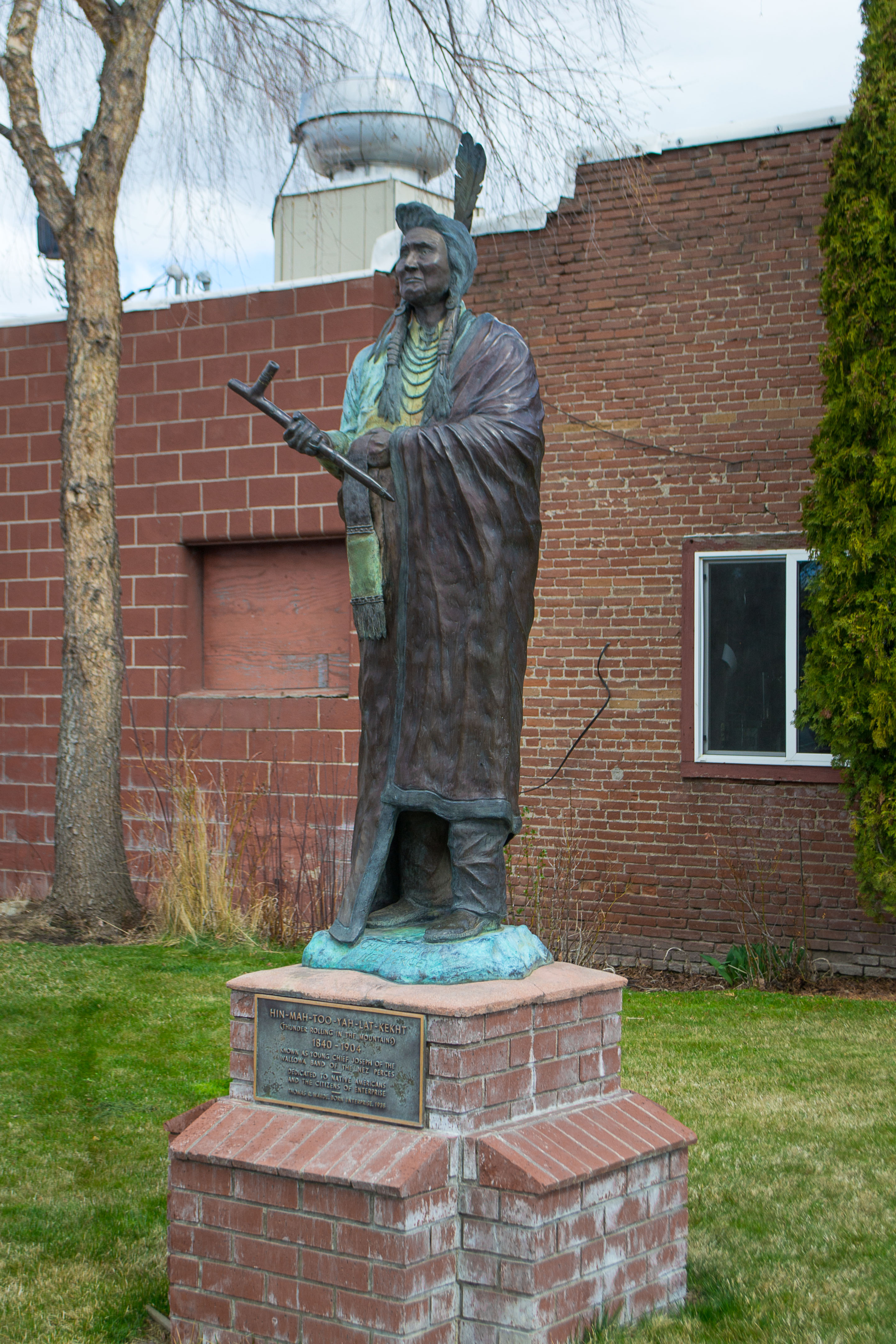
俄勒冈恩特普赖斯的一尊山雷酋长塑像。图中文字为：
HIN-MAH-TOO-YAH-LAT-KEKHT
（鸣响在山中的雷）
1840-1904
又被称为内兹珀斯人瓦洛厄群体的小约瑟夫酋长
献给恩特普赖斯的美国原住民与市民们
托马斯·R·沃德. 生于恩特普赖斯. 1938

## 扩展阅读
- Aoki, Haruo.  1994.  Nez Perce Dictionary.  University of California Publications in Linguistics, Volume 122.  Berkeley and Los Angeles: University of California Press.
青木治夫. 1994. 内兹珀斯语词典. 加利福尼亚大学语言学刊物, 第122卷. 伯克利与洛杉矶: 加利福尼亚大学出版社.
- Chief Joseph. Chief Joseph's Own Story.  Originally published in the North American Review, April 1879.
山雷. 《约瑟夫酋长自传》. 原版于: 《北美洲评论杂志（英语：North American Review）》, 1879年4月. （英文）
- Will Henry: From where the Sun now stands, Bantam Books, New York 1976 ISBN 0-553-02581-3
威尔·亨利: 《从太阳现在所在之处起》, 矮脚鸡图书出版公司（英语：Bantam Books）, 纽约 1976 ISBN 0-553-02581-3.